# Cervera del Llano
Cervera del Llano è un comune spagnolo di 231 abitanti situato nella comunità autonoma di Castiglia-La Mancia.